# 일억총백치화
일억총백치화(일본어: 一億総白痴化, いちおくそうはくちか 이치오쿠 소하쿠치카[*])는 사회 평론가인 오야 소이치가 만든 유행어이다. "텔레비전과 같은 미디어 매체는 저속한 것이며 텔레비전을 즐겨보는 것은 상상력이나 사고력을 저하시킨다"는 의미로 쓰인 말이다.

## 배경
일억총백치화라는 단어의 근원은 《주간 도쿄》지 1957년 2월 2일호에 있던 오야 소이치(大宅壮一)의 평론이 넓게 퍼진 것이다.
| “ | 텔레비전이란 것에서는 그림 연극만도 못한 백치 프로그램을 매일 같이 방송하고 있다. 라디오, 텔레비전 같은 가장 진보한 매체에 의해서 "일억총백치화"가 이루어지고 있는 것이다. | ” |
|   | — 주간 도쿄 1957년 2월 2일자 |   |

이 말은 당대 일본의 유행어가 되었다. 오야 소이치가 이 기사를 쓴 동기가 된 것은 미쿠니 이치로가 사회를 맡은 도쿄 텔레비전의 시청자 참여 프로그램에서였다. 오야의 딸로 저널리스트인 오야 에이코의 말에 의하면 출연자가 "와세다 대학과 게이오 대학의 전쟁"이라는 코너에서 게이오 측의 응원석에 들어가 와세다의 응원기를 거절해 큰 소동이 일어나는 장면을 보고 오야가 "바보인가!"라고 중얼거렸다고 한다.
또 아사히 방송의 광고지 《방송 아사히》는 1957년 8월호에서 〈텔레비전 에이지의 개막에 즈음해 텔레비전에게 바란다〉라는 특집을 기획해 지식인들의 담화를 모았다. 여기에서도 마쓰모토 세이초가 “장래에 일본인 일억이 모두 백치가 될 수 있다”고 말하기도 하였다. 이처럼 당대의 지식인들은 텔레비전의 저속성을 비판하였는데, 이 배경에는 책을 중심으로 한 교양주의적인 세계관이 깔려 있었다.
당대 일본의 지식인들은 책을 읽는 행위는 스스로 능동적으로 활자를 읽어 그 내용을 이해하는 행위이며 거기에는 문자를 읽지 못하면 안 되고, 내용을 이해하기 위해서 자신이 직접 그 내용을 분석해야하는 반면 텔레비전은 수동적으로 영상만을 바라보고 흘러나오는 소리만을 들을 뿐이므로 인간의 사고력, 상상력을 저하시킨다는 것을 지적했다.
한편, '일억총~'이라는 말의 용법에 관해서는 이 이전에도 태평양 전쟁에서 본토 결전이 다가왔을 때 일억총옥쇄(一億総玉砕), 패전 후의 일억총참회(一億総懺悔)（히가시쿠니노미야 나루히코 수상）라는 말이 나오기도 했다. 후에 일본이 경제 대국으로 발전하는 과정에서 일억총중류라는 유행어가 생기기도 하였다.

## 현재
현재에도 모럴 헤저드(도덕적 해이)의 모습들을 여과없이 보여주는 텔레비전 프로그램이나 잡지를 비판할 때 일부 언론 관계자나 교육 관계자들이 “일찍이 이런 말을 들은 바가 있다”라며 이 말을 사용하기도 한다.또, TV 프로의 저속한 장면 등을 아이가 흉내냈을 때 등에도 사용되기도 한다.
이 경우에는 과거의 유행어로서 취급되고 있어 '백치'라는 말 자체에는 차별적인 의미가 포함하는 것은 아니다.
한편, 민주당의 스가 나오토가 2006년 1월 한 방송 프로그램에서 일억총백치화에 대해 논했다. 오야 소이치의 이름을 꺼내 그의 설명을 인용, 스가의 독자적 해석은 포함되지 않고, 오야가 생각한 내용과 거의 동일하게 발언하였다. 이에 대해 사회자였던 다하라 소이치로는 "국민은 백치가 아니다"라고 반론했지만, 스가는 "일본 국민은 책을 잘 읽지 않는다"는 오야의 의견을 계속 지지하였다.

## 같이 보기
- 텔레비전
- 방송
- 3S 정책(우민화 정책)